# Гетеромелес
Гетеромелес древолистный, или Тойон (лат. Heteromeles arbutifolia) — вечнозелёный многолетний кустарник семейства Розовые, происходящий из Юго-Западной Калифорнии и Северо-Западной Мексики. Единственный вид рода Гетеромелес.

## Описание
Гетеромелес древолистный — кустарник высотой 2-5 м (в идеальных условиях может достигать до 10 м). Листья с короткими черешками, зазубренные по краям, 5-10 см длиной и 2-4 см шириной. Цветки мелкие белые пятилепестковые, 6-10 мм диаметром, опыляются бабочками, имеют запах, близкий к боярышнику.

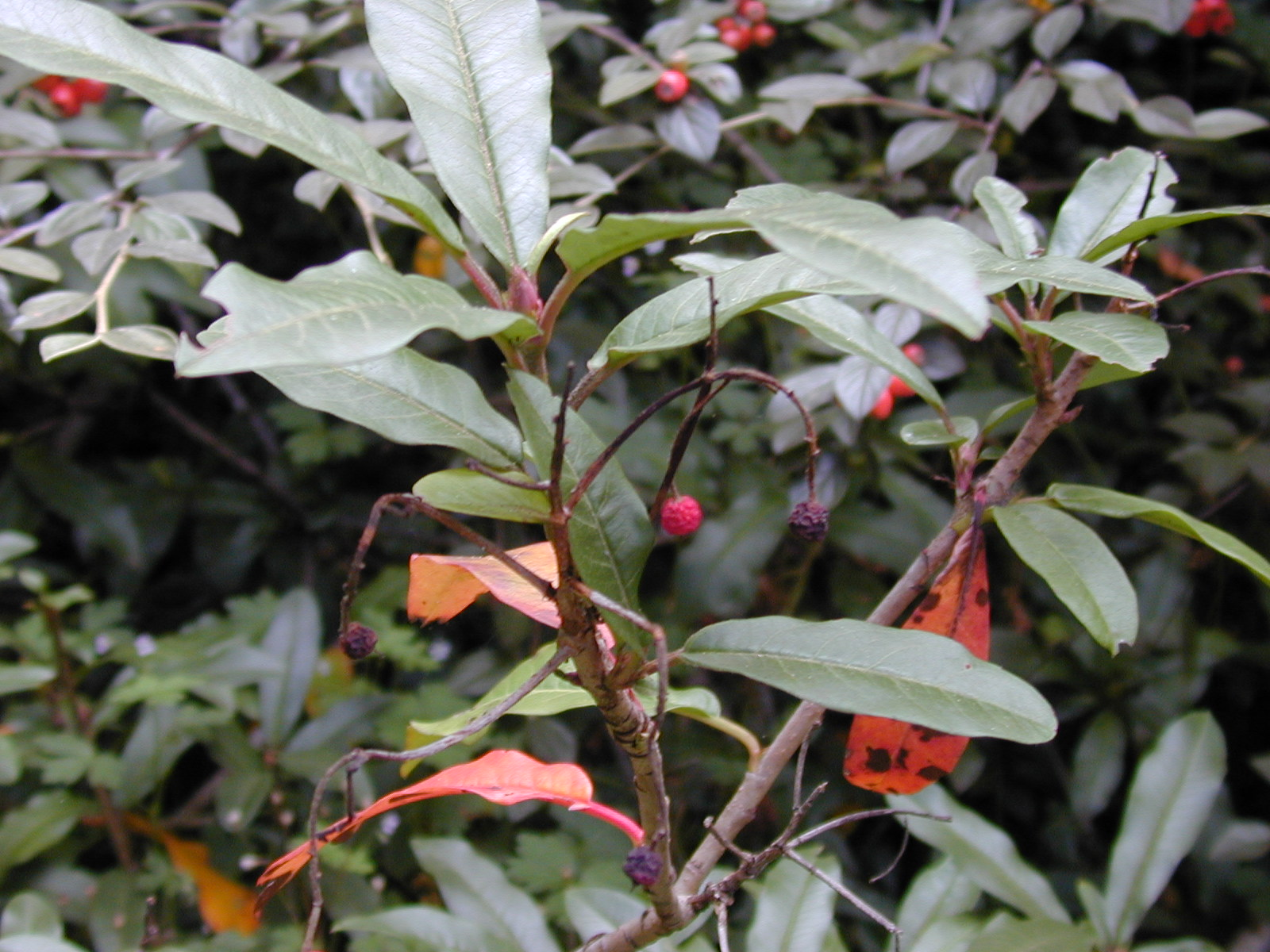
Плоды Гетеромелеса древолистного

Плоды костянковидные яблоки, 5-10 мм диаметром, ярко-красного цвета, растут на кустарнике в большом количестве, созревают осенью. Плодами питаются многие птицы и млекопитающие, в том числе медведи и койоты. Семена не перевариваются в их желудках, а выводятся вместе с экскрементами.
Плоды Гетеромелеса древолистного служат пищей также для местного населения. Они на вкус кислые и вяжущие; кроме того, содержат небольшое количество цианогенных гликозидов, которые превращаются в пищеварительном тракте в синильную кислоту. Их можно устранить довольно мягкой кулинарной обработкой.
Плоды этого растения можно использовать для получения безалкогольных напитков, вин, желе, добавлять в заварной крем. Отвар листьев используется как средство от болей в животе. Кустарник выращивается в садах как декоративное растение, при условиях близких к климату субтропиков Калифорнии.